# Herb gminy Gorzyce (województwo podkarpackie)
Herb gminy Gorzyce – jeden z symboli gminy Gorzyce, ustanowiony 12 listopada 2008.

## Wygląd i symbolika
Herb przedstawia na tarczy koloru błękitnego złoty kłos zboża (symbol rolnictwa gminy), nad nim trzy złote sześcioramienne gwiazdy (trzy znaczenia: nawiązanie do herbu ziemi sandomierskiej, do herbu Leliwa i trzech wczesnośredniowiecznych parafii na terenie gminy), a pod nim pół koła zębatego (symbolizującego przemysł gminy). 